# Épicéa de Sibérie
Picea obovata
Espèce
Classification phylogénétique
Statut de conservation UICN

 LC  : Préoccupation mineure
L'épicéa de Sibérie est une espèce d'épicéa originaire de la Sibérie.
C'est un arbre de taille moyenne, à feuilles persistantes, atteignant une hauteur de 15 à 35 mètres, et dont le tronc mesure jusqu'au 1,5 mètre.